# Brembosoma castagnolense
Brembosoma castagnolense är en mångfotingart som först beskrevs av Karl Wilhelm Verhoeff 1925.  Brembosoma castagnolense ingår i släktet Brembosoma och familjen plattdubbelfotingar. Inga underarter finns listade i Catalogue of Life.